# Halinów (ville)
Pour les articles homonymes, voir Halinów.
Halinów (prononciation : [xaˈlʲinuf]) est une ville polonaise de la gmina Halinów dans le powiat de Mińsk de la voïvodie de Mazovie dans le centre-est de la Pologne.
Elle est le siège administratif (chef-lieu) de la gmina appelée gmina Halinów.
Elle se situe à environ 16 km à l'ouest de Mińsk Mazowiecki et 25 km à l'est du centre de Varsovie (capitale de la Pologne).
La ville couvre une surface de 2,84 km2 et comptait 3 659 habitants en 2010.

## Histoire
Etabli comme village au XIXe siècle, Halinów a obtenu son statut de ville en 2001.
De 1975 à 1998, la ville appartenait administrativement à la voïvodie de Varsovie.